# Гасторнитиды
Гасторнити́ды (лат. Gastornithidae) — семейство вымерших новонёбных птиц из отряда гусеобразных, живших в палеоцене — эоцене (61,6—41,3 млн лет назад). Ранее таксон рассматривался в качестве монотипического отряда Gastornithiformes (или Diatrymiformes).

## Описание
Череп десмогнатического типа, голоринальный. Пояс передних конечностей и крыло заметно редуцированы — птицы явно были не способны к полёту. Были распространены по всей Азии, Европе и Северной Америке. Все представители были очень крупными птицами, которые имели массивное тело и крупный клюв. В настоящее время они считаются всеядными или травоядными.

## Систематика
В своем составе гасторнитиды включают исключительно ископаемые виды. Первоначально по одному скелету хорошей сохранности из отложений нижнего эоцена из США (Вайоминг) и отдельным ископаемым костям из отложений палеоцена — эоцена, найденным в различных точках Северной Америки и Европы (Англия, Франция), описано 7 родов и 13 видов данных крупных птиц, относимых первоначально к 2 семействам: Gastornithidae и Diatrymidae, позднее объединённым в одно.
Ранее считалось, что представители семейства близки к отряду журавлеобразных и представляют одну из его сильно обособившихся и затем вымерших ветвей.

## Классификация
По данным сайта Fossilworks, на октябрь 2016 года в семейство включают 2 вымерших рода (если считать роды Gastornis и Diatryma синонимами):
- Род Gastornis Hébert, 1855
  - Gastornis edwardsi Lemoine, 1878
  - Gastornis parisiensis Hébert, 1855typus
  - Gastornis russelli Martin, 1992
- Виды, ранее включаемые в род Diatryma Cope, 1876
  - Gastornis ajax (Shufeldt, 1913) [Diatryma ajax Shufeldt, 1913]
  - Gastornis cotei (Galliard, 1936) [Diatryma cotei Galliard, 1936]
  - Gastornis giganteus (Cope, 1876) [Diatryma gigantea Cope, 1876]
- Род Zhongyuanus Hou, 1980
  -  ? Zhongyuanus xichuanensis Hou, 1980